# Aziatisch kampioenschap voetbal vrouwen 2001
Het AFC Vrouwenkampioenschap 2001 werd van 4 tot en met 16 december 2001 in Chinees Taipei gespeeld. De dertiende editie van het toernooi werd gewonnen door Noord-Korea door in finale Japan met 2-1 te verslaan.

## Deelnemende teams
| - India - Maleisië - Chinees Taipei - Thailand - Zuid-Korea | - Japan - Noord-Korea - Singapore - Guam - Vietnam | - China - Oezbekistan - Hongkong - Filipijnen |

## Groepsfase

### Groep A
| Land           | GP | W | D | L | GF | GA | Pts |
| -------------- | -- | - | - | - | -- | -- | --- |
| Zuid-Korea     | 4  | 4 | 0 | 0 | 15 | 0  | 12  |
| Chinees Taipei | 4  | 3 | 0 | 1 | 24 | 1  | 9   |
| Thailand       | 4  | 2 | 0 | 2 | 5  | 9  | 6   |
| India          | 4  | 1 | 0 | 3 | 3  | 13 | 3   |
| Maleisië       | 4  | 0 | 0 | 4 | 0  | 24 | 0   |

### Groep B
| Land        | GP | W | D | L | GF | GA | Pts |
| ----------- | -- | - | - | - | -- | -- | --- |
| Noord-Korea | 4  | 4 | 0 | 0 | 48 | 0  | 12  |
| Japan       | 4  | 3 | 0 | 1 | 28 | 2  | 9   |
| Vietnam     | 4  | 2 | 0 | 2 | 11 | 7  | 6   |
| Singapore   | 4  | 1 | 0 | 3 | 2  | 47 | 3   |
| Guam        | 4  | 0 | 0 | 4 | 1  | 34 | 0   |

### Groep C
| Land        | GP | W | D | L | GF | GA | Pts |
| ----------- | -- | - | - | - | -- | -- | --- |
| China       | 3  | 3 | 0 | 0 | 31 | 0  | 9   |
| Oezbekistan | 3  | 2 | 0 | 1 | 9  | 11 | 6   |
| Hongkong    | 3  | 1 | 0 | 2 | 2  | 15 | 3   |
| Filipijnen  | 3  | 0 | 0 | 3 | 1  | 17 | 0   |

## Halve finale
|                        |            |     |       |                                                                            |
| 14 december 2001 16:30 | Zuid-Korea | 1–2 | Japan | Yunlin County Stadium, Dounan Toeschouwers: 4.000 Scheidsrechter: Kamnueng |
| 14 december 2001 16:30 |            |     |       | Yunlin County Stadium, Dounan Toeschouwers: 4.000 Scheidsrechter: Kamnueng |

|                        |             |     |       |                                                                                  |
| 14 december 2001 19:30 | Noord-Korea | 3–1 | China | Taipei County Stadium, PanChiao Toeschouwers: 1.000 Scheidsrechter: Anna De Toni |
| 14 december 2001 19:30 |             |     |       | Taipei County Stadium, PanChiao Toeschouwers: 1.000 Scheidsrechter: Anna De Toni |

## Troostfinale
|                        |            |                                                         |       |                                                                                  |
| 14 december 2001 19:30 | Zuid-Korea | 0–8                                                     | China | Taipei County Stadium, PanChiao Toeschouwers: 1.000 Scheidsrechter: Tammy Ogston |
| 14 december 2001 19:30 |            | Pi Wei 5' 87' Bai Lili 14' 20' 60' 63' Han Duan 89' 90' |       | Taipei County Stadium, PanChiao Toeschouwers: 1.000 Scheidsrechter: Tammy Ogston |

## Finale
|                        |                          |     |       |                                                                               |
| 16 december 2001 16:30 | Noord-Korea              | 2–0 | Japan | Yunlin County Stadium, Dounan Toeschouwers: 4.000 Scheidsrechter: Mayumi Oiwa |
| 16 december 2001 16:30 | Kum Suk 68' Un Gyong 75' |     |       | Yunlin County Stadium, Dounan Toeschouwers: 4.000 Scheidsrechter: Mayumi Oiwa |

1975 · 1977 · 1979 · 1981 · 1983 · 1986 · 1989 · 1991 · 1993 · 1995 · 1997 · 1999 · 2001 · 2003 · 2006 · 2008 · 2010 · 2014 · 2018 · 2022